# Iniciativa Liberal
Die Iniciativa Liberal (IL), zu Deutsch Liberale Initiative, ist eine portugiesische liberale Partei. Die 2017 gegründete Partei trat erstmals bei der Europawahl 2019 an, bei der portugiesischen Parlamentswahl 2019 gewann sie erstmals ein Mandat in der Assembleia da República.

## Politische Entwicklung
Ihr politischer Weg begann mit der Gründung der Associação Iniciativa Liberal am 20. September 2016. Auf der Basis ihres programmatischen „Manifestes Liberaleres Portugal“ (Manifesto Portugal Mais Liberal) wurde das gesamte Jahr 2017 zur Mitgliederwerbung und zur Entwicklung von Strukturen der neuen Parteieninitiative genutzt. Am 26. November 2017 fand in Porto der Gründungsparteitag statt und am 13. Dezember 2017 erfolgte die Anerkennung durch das portugiesische Verfassungsgericht als politische Partei.
Auf dem 1. Parteitag der IL in Lissabon wurde am 5. Mai 2018 ihr Programm „Menos Estado, Mais Liberdade“ („Weniger Staat, mehr Freiheit“) angenommen und Miguel Ferreira da Silva zum Präsidenten der neuen Partei gewählt. Auf dem 2. Parteitag in Montemor-o-Velho wurde am 13. Oktober 2018 beschlossen, 2019 an den Europawahlen (26.5.), den Regionalwahlen auf Madeira (22.9.) und den portugiesischen Parlamentswahlen (6.10.) teilzunehmen. Zum neuen Präsidenten der IL wurde Carlos Guimarães Pinto gewählt.
Am 6. Oktober 2019 fanden die ersten Parlamentswahlen statt, bei denen die Liberale Initiative mit eigenen Kandidatenlisten in allen Kreisen des Landes antrat. Die IL erhielt 1,29 % bzw. 67.681 Stimmen. Der Spitzenkandidat für Lissabon, João Cotrim de Figueiredo, wurde zum Abgeordneten des portugiesischen Parlaments gewählt.
Bei den Präsidentschaftswahlen am 24. Januar 2021 erhielt ihr Kandidat, Tiago Mayan Gonçalves, 134.427 bzw. 3,22 % der Stimmen. 
Am 11. und 12. Dezember 2021 fand in Lissabon der VI. Parteitag (Convenção Nacional) der IL statt. Gemäß den Statuten der Liberalen Initiative wurde für einen Zeitraum von zwei Jahren die Mitglieder der Comissão Executiva, dem politischen Führungsorgan der Partei, gewählt. Präsident der Comissão Executiva wurde erneut João Cotrim de Figueiredo.
Bei den Parlamentswahlen am 30. Januar 2022 gelang es der Partei, ihre Wählerstimmen verglichen mit den Präsidentschaftswahlen vom Januar 2021 mit 275.688 Stimmen mehr als zu verdoppeln. In den folgenden Wahldistrikten wurden Kandidaten der Liberalen Initiative gewählt: Braga: 1, Porto 2, Lissabon 4, Setúbal: 1.
Der VII. Parteitag (Convenção Nacional) der IL ging am 22. Januar 2023 mit der Wahl von Rui Rocha zum neuen Präsidenten der Comissão Executiva der Liberalen Initiative zu Ende.
Der vom bisherigen Präsidenten der Partei, João Cotrim de Figueiredo, unterstützte Rocha setzte sich mit 51,7 % gegen seine beiden Mitbewerber um das Präsidentenamt Carla Castro (44 %) und José Cardoso (4,3 %) durch.
Seit dem 1. Dezember 2017 ist die IL Mitglied der Allianz der Liberalen und Demokraten für Europa (ALDE).

## Wahlergebnisse

### Assembleia da República
| Jahr | Wahl                | Anzahl Stimmen | % Stimmen | Anzahl Sitze | +/- |
| ---- | ------------------- | -------------- | --------- | ------------ | --- |
| 2019 | Parlamentswahl 2019 | 67.443         | 1,29      | 1/230        | ▲ 1 |
| 2022 | Parlamentswahl 2022 | 273.687        | 4,92      | 8/230        | ▲ 7 |
| 2024 | Parlamentswahl 2024 | 319.685        | 4,94      | 8/230        | ▬   |

### Europäisches Parlament
| Jahr | Wahl            | Anzahl Stimmen | % Stimmen | Anzahl Sitze | +/- |
| ---- | --------------- | -------------- | --------- | ------------ | --- |
| 2019 | Europawahl 2019 | 29.120         | 0,88      | 0/21         |     |
| 2024 | Europawahl 2024 | 358.458        | 9,08      | 2/21         | ▲2  |